# L'Origine du monde (film, 2004)
Pour les articles homonymes, voir L'Origine du monde (homonymie).
Pour plus de détails, voir Fiche technique et Distribution.
L'Origine du monde est un court métrage français réalisé par Érick Malabry et sorti en 2004.

## Synopsis
Quand il arrive dans un petit village rural, Pierre a vingt-deux ans. C'est son premier poste. Derrière le rideau gris des pluies de novembre, entre deux dictées, le jeune instituteur s'abandonne aux rêves les plus secrets, violents et troubles comme les flots que roule la rivière, en contrebas des maisons.

## Fiche technique
Source : Unifrance & AlloCiné
- Réalisation : Érick Malabry
- Production : Christophe Delsaux
- Scénario : Érick Malabry, Emmanuelle Mougne, d'après "La Grande Beune" de Pierre Michon
- Directrice de la photo : Catherine Pujol
- Ingénieur du son : Cédric Deloche
- Monteuse : Renée Hainaut
- Musique : Vianney Aube
- Décorateur : Jérémy Streliski
- Costumière : Camille Duflos
- Durée : 28 minutes
- Date de sortie : 2004

## Distribution
Sources : Unifrance & IMDb
- Isabelle Bouchemaa :
- Vincent Branchet : Pierre
- Daniel Duval :
- Arnaud Chéron :
- Jeanne Delavenay :
- Benjamin Dépalle :
- Liliane Rovère :

## Musique
Sources : Unifrance & IMDb
- "L’Heure Bleue" de Françoiz Breut, chanson extraite de "Vingt à trente mille jours" (Labels 2000)
- Musique additionnelle de Vianney Aubé

## Distinctions
- Prix du jury au festival de Vendôme 2004
- Prix d’interprétation pour Vincent Branchet au festival de Brive 2005

## Diffusion
- France 2